# Керр, Рой
Рой Па́трик Керр (англ. Roy Patrick Kerr; родился 16 мая 1934 года в Курау (англ.), Новая Зеландия) — новозеландский математик и астрофизик, получивший в 1963 году аналитическое решение уравнений Эйнштейна, описывающее гравитационное поле вращающейся чёрной дыры.
Заслуженный профессор Университета Кентербери, член Лондонского королевского общества (2019).

## Биография
Родился 16 мая 1934 года в новозеландском городе Курау. Учился в частном колледже, который располагался в Крайстчерче.
В 1951 году поступил в Университет Новой Зеландии, тремя годами позже защитил работу на соискание степени магистра, а в 1960 году в Кембридже получил степень доктора философии. Названием представленной диссертации было «Уравнения движения в общей теории относительности» (Equations of Motion in General Relativity). В 1963—1972 годах преподавал в Техасском университете в Остине, в 1972 году после возвращения в Новую Зеландию стал профессором математики в Кентерберийском университете (Крайстчерч), где преподавал до своего выхода на пенсию в 1993 году, последние десять лет — как декан математического факультета.
На работы Керра оказали влияние исследования Карла Шварцшильда, который вскоре после появления общей теории относительности при помощи уравнений Эйнштейна сформулировал математическое описание статических чёрных дыр и влияние их гравитации на время и пространство вокруг них. Однако современные ученые предполагают, что черные дыры скорее всего, не являются статическими. Формула, полученная Керром в 1963 году, является основанием для описания свойств вращающихся чёрных дыр. Его решение называют метрикой Керра, вращающиеся чёрные дыры вообще также иногда называют черными дырами Керра. В более поздних работах, написанных совместно с Альфредом Шильдом, он ввел новый класс решений, известный как решения Керра—Шильда. Он оказал значительное влияние на нахождение точных решений уравнений Эйнштейна.
Впервые результат Керра был доложен им на Техасском симпозиуме по релятивистской астрофизике в 1963 году. Доклад был очень техничным и насыщенным математическим деталями, поэтому большая часть аудитории из астрономов и астрофизиков не обращала сильного внимания на выступление. После окончания доклада слово взял один из крупнейших релятивистов того времени Папапетру, который с большим волнением объявил, что Керр сделал то, что не удавалось релятивистам на протяжении 30 лет — нашёл точное вращающееся решение уравнений Эйнштейна для сосредоточенного объекта.
Рой Керр несколько раз номинировался на Нобелевскую премию.
Направления его исследований: общая теория относительности, гравитационные и релятивистские теории.

## Награды
- Медаль Хьюза (1984) — «Медаль Хьюза присуждается профессору Р. П. Керру в знак признания его исключительных работ по теории относительности, в особенности за его открытие так называемой чёрной дыры Керра» (The Hughes Medal is awarded to Professor R P Kerr in recognition of his distinguished work on relativity, especially for his discovery of the so-called Kerr black hole[4])
- Медаль Гектора (1982)
- Медаль Резерфорда (1993) — «…за его вклад в теорию относительности в виде метрики Керра» (…for his contribution to relativity through the Kerr metric[4])
- Премия Марселя Гроссмана (2006) — «…за его фундаментальный вклад в общую теорию относительности Эйнштейна: „Гравитационное поле вращающейся массы как пример алгебраически специальной метрики“» (…for his fundamental contribution to Einstein’s theory of general relativity: «The gravitational field of a spinning mass as an example of algebraically special metrics»[4])
- Компаньон ордена «За заслуги» (2011)[7]
- Медаль Альберта Эйнштейна (2013)[5]
- Премия Крафорда (2016)[8]
- Медаль Оскара Клейна (2020)

## Работы
- Kerr R. P. Gravitational field of a spinning mass as an example of algebraically special metrics // Physical Review Letters. — 1963. — Vol. 11. — P. 237–238. — doi:10.1103/PhysRevLett.11.237. — Bibcode: 1963PhRvL..11..237K. — Текст статьи доступен отсюда, архивная копия здесь.
Русский перевод: Р. Керр. Гравитационное поле вращающейся массы как пример алгебраически специальной метрики // Альберт Эйнштейн и теория гравитации. — М.: Мир, 1979. — С. 208—211. — 592 с. — 16 500 экз.